# Maybach HL 210
12-цилиндровый V-образный двигатель Майбах HL-210 Р-30 — производился во времена нацистской Германии примерно с 1939 по 1943 год. Устанавливался на первых Тиграх и Пантерах и на остальных танках на их базе.
При частоте оборотов вала 3000 об/мин двигатель способен развивать 650 л.с

## Конструкция
Для немецких танков «Тигр» и «Пантера» фирмой Майбах был создан новый специально танковый двигатель мощностью 650 л. с.
В конструктивном отношении новый двигатель, почти повторяет двенадцатицилиндровую модель HL120 и отличается от неё увеличенным в два раза литражем и рядом второстепенных изменений, надобность в которых выяснилась, по видимому, в результате накопленного опыта боевой эксплуатации танков.
Основной особенностью нового двигателя является его исключительно высокая для данной размерности цилиндров и всасывания из атмосферы, литровая мощность. Благодаря этому, а также удачной общей компоновке, наружные габариты нового двигателя увеличились весьма незначительно по сравнению с наружными габаритами HL120.
Высокая литровая мощность нового двигателя достигнута за счёт увеличения диаметра впускного клапана до 60 % от диаметра цилиндра, за счёт установки четырёх карбюраторов Солекс TFF-2 (по одному карбюратору на каждые три цилиндра) степень сжатия повысилась до 7,5 и, наконец, средняя скорость поршня доведена до 16 м/с.
Для выпускных клапанов применено натриевое охлаждение, благодаря чему оказалось возможным работать, несмотря на увеличение степени сжатия, на стандартном бензине с октановым числом 74.
В связи с высокой форсировкой рабочего процесса, применена ещё более жёсткая чем у модели HL120, конструкция туннельного картера и обращено большое внимание на равномерность охлаждения отдельных цилиндров.
Для шатунного механизма применено центральное сочленение, получившееся достаточно жёстким, ввиду большой длины шатунных шеек.
Масляный фильтр — сетчатый (вместо фильтра типа Куно) с размером ячеек около 0.05 мм и сильно развитой фильтрующей поверхностью. Увеличены размеры инерционных масляных воздухоочистителей и улучшена их доступность для обслуживания. Для ограничения максимально возможных оборотов двигателя введён однорежимный, центробежный регулятор.
Очень большое внимание обращено на удобное и доступное для обслуживания расположение агрегатов двигателя. Одно магнето заменено двумя, по одному на каждый ряд цилиндров.
Двигатель монтируется в танк на двух точка с резиновыми амортизирующими подушками и с хорошо доступными крепёжными болтами. В связи с приспособленностью танков «Тигр» и «Пантера» к подводному хождению, радиаторы и вентиляторы их систем охлаждения вынесены в отдельные отсеки, изолированные от моторного отделения и заливаемые водой при преодолении глубоких бродов.
Вентиляторы приводятся во вращение от двигателя при помощи карданных валов. Для выключения вентиляторов при подводном хождении танка имеются управляемые фрикционные муфты. В зависимости от времени года или климатических условий число оборотов вентиляторов может меняться при помощи специальной двухступенчатой КПП. В связи с отсутствием принудительной циркуляции воздуха в моторном отделении, для охлаждения выхлопных коллекторов двигателя и обмоток динамо применён специальный обдув.
Дальнейшая модификация двигателя HL210 — HL230 применялась на танках «Пантера». Данный двигатель отличается от HL210 увеличенным на 10 % литражем.

## Оценка двигателя
Советские специалисты дали двигателю следующую оценку:
«Не смотря на тщательную проработку конструкции, новый двигатель не является ещё окончательно доведённым и обладает рядом недостатков.
Одним из таких недостатков модели HL210 является частое пробивание слишком узких перемычек прокладки между соседними камерами сгорания.
…
На танках „Пантера“ неудовлетворительно работают бензонасосы фирмы Солекс и приводы вентиляторов, фрикционы которых заедают или сгорают. Помимо этого, высокая форсировка двигателей HL210 и HL230, по видимому, не прошла безнаказанно для их „резерва надёжности“ и известны случаи обрыва клапанов и прогара поршней на этих двигателях.

Общими особенностями немецких танковых двигателей является хорошая доступность агрегатов для обслуживания, безотказность запуска… исключительное внимание уделено достижению минимальных для данной мощности габаритов.»